# New York Times Building (41 Park Row)
Le New York Times Building, également connu sous le nom de 41 Park Row, est un immeuble de bureaux de 16 étages situé sur Park Row dans le Financial District de Manhattan, à New York, en face de l'hôtel de ville et du Civic Center, et à côté du 150 Nassau Street. Il a été construit en 1889 sur un modèle néo-roman de George B. Post. 41 Park Row était le siège du New York Times jusqu'en 1903, date à laquelle il a déménagé à Longacre Square, maintenant connu sous le nom de Times Square.

## Histoire et description

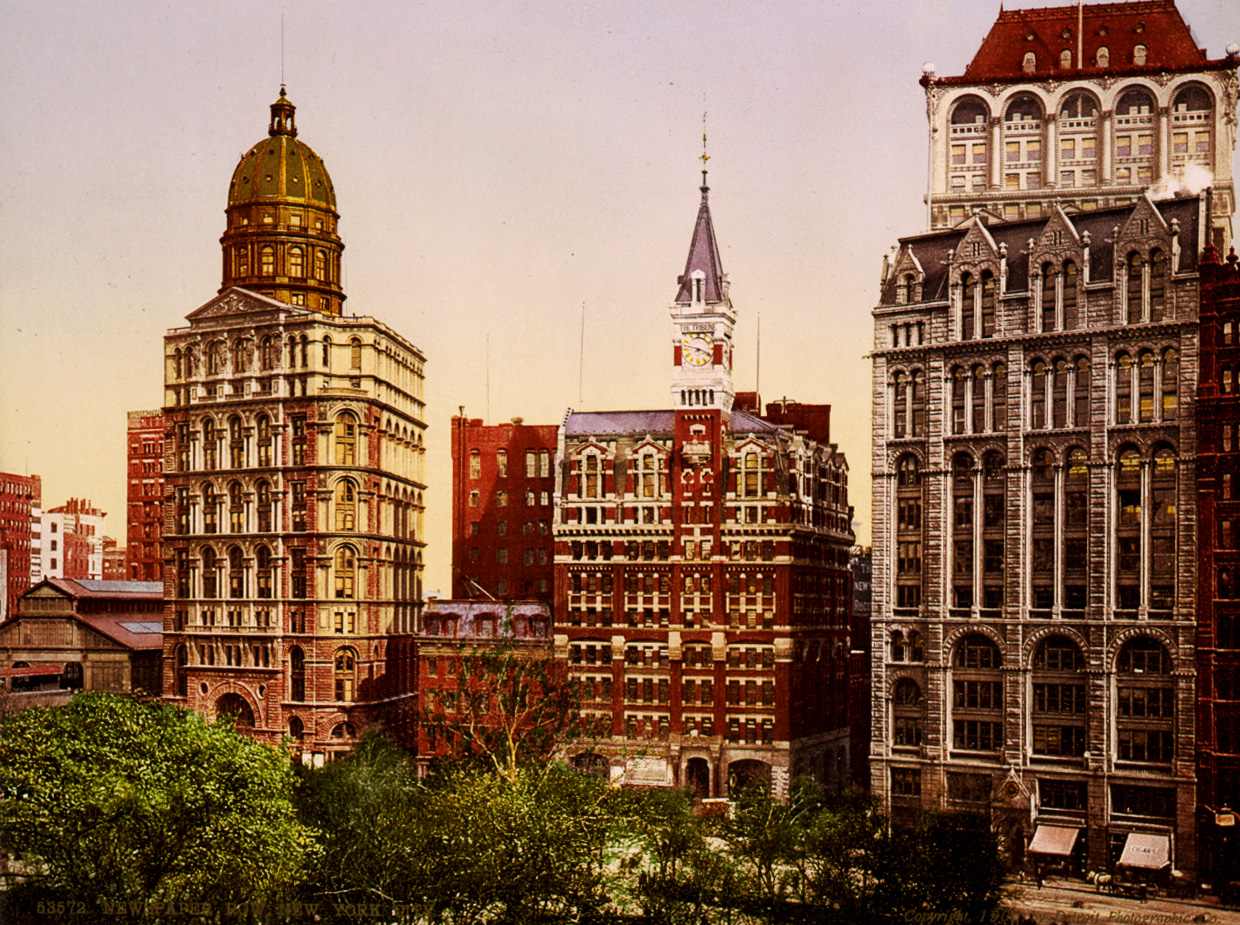
Photographie de 1900, retouchée avec les couleurs, montrant le 41 Park Row sur la droite avant l'ajout des étages supplémentaires.

Le bâtiment est le plus ancien des bâtiments qui ont survécu à ce qui était autrefois une rangée de journaux (Paper Row) et appartient à l'Université Pace. Une statue en bronze de Benjamin Franklin tenant une copie de sa Pennsylvania Gazette se dresse devant le bâtiment de l'autre côté de la rue dans Printing-House Square, actuellement connu sous le nom de 1 Pace Plaza .
Le journal a été acheté par Adolph Ochs en 1896. Sous sa direction, l'architecte Robert Maynicke a été retenu pour enlever le toit mansardé d'origine et ajouter trois étages supplémentaires de bureaux .
Le bâtiment a été acheté par l'Université Pace en 1951 et a été utilisé pour les salles de classe et les bureaux. 41 Park Row a été désigné monument de New York en 1999 .
De février 2017 à janvier 2019, le bâtiment a subi d'importantes rénovations dans le cadre du plan directeur de l'Université Pace .

## Voir également
- Histoire des gratte-ciel (1884-1939)